# 카우사

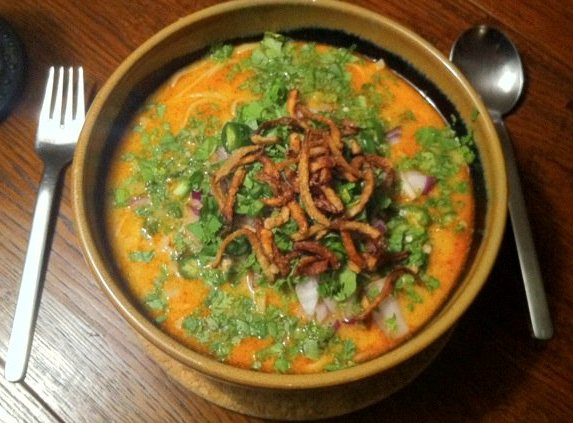
카우사

카우사(구자라트어: ખાવસા) 또는 카오수에(힌디어: खाओ सुए)는 남아시아의 국수 요리이다. 스파게티를 다히와 베산이 들어간 진한 커리 국물에 말아 내는 음식으로, 미얀마의 온 노 카웃스웨가 기원이며, 이름도 버마어 "카웃스웨"에서 유래했다. 제2차 세계 대전 즈음 미얀마에서 인도로 이주한 사람들이 먹던 음식인데, 그 중에서도 1960년대 메몬인들이 인도 구자라트 지역과 파키스탄 신드 지역에서 재해석해 발전시킨 것이 인기를 얻어 자리잡았다.

## 같이 보기
- 온 노 카웃스웨